# Paul Wieghardt
Paul Wieghardt (* 26. August 1897 in Lüdenscheid; † 9. Dezember 1969 in Wilmette bei Chicago) war ein deutscher Maler.

## Leben
Paul Wieghardts Vater, ein Malermeister, regte ihn schon früh an, sich mit der Malerei zu befassen. Nach den Lehrjahren im väterlichen Betrieb, die ihm eine handwerkliche Grundlage für die spätere Malerei gab, wurde er als 18-Jähriger Soldat. 1917 wurde er im Trommelfeuer bei Amiens verschüttet und verlor durch Schock die Sprache, die er erst nach langer Therapie zurückerlangte. Während der Genesungszeit befasste er sich eingehend mit Literatur, Architektur und Kunst und besuchte Kurse an der gerade entstandenen Fichte-Volkshochschule, durch die er auch Kontakte zur Jugendbewegung fand. Damit legte er die Grundlage für seine geistige Weiterbildung, die ihm vorher durch den Krieg versagt geblieben war.
1920 entschied er sich für eine künstlerische Ausbildung und begann ein Studium an der Kunstgewerbeschule Köln (Elsässer und Seuffert). 1923 ging er an das gerade gegründete Bauhaus in Weimar, wo er bei Klee, Kandinsky, Moholy-Nagy, Feininger und Schlemmer studierte. Vor allem Paul Klee wurde dem Studenten Wieghardt Vorbild für seine spätere Tätigkeit als Lehrender. In Köln lernte er die Bildhauerstudentin Nelli Bar, die bei Albiker und später bei Maillol studierte, kennen. Sie wurde ihm kritische Lebensgefährtin. 
Im Herbst 1925 nahm ihn die Dresdner Kunstakademie auf. Er wurde Meisterschüler bei dem Spätimpressionisten Robert Sterl. 1931 beendete Wieghardt sein Studium mit Auszeichnungen. Einen Lehrauftrag an der Düsseldorfer Akademie schlug er aus. Er ging zusammen mit Nelli Bar nach Paris, wo sie heirateten. Die nächsten acht Jahre in Paris, Portugal und Norwegen wurden maßgebend für Wieghardts weitere Entwicklung. Seine Palette wurde durch die neue Umgebung aufgehellt und bereichert. 1932 stellte er in drei bekannten Pariser Salons aus: Salon du Mai (heute Salon des Tuileries), Salon des Indépendants und Salon d’Automne. Kritiker werden auf sein Werk aufmerksam. 1937 erhielt Paul Wieghardt eine Einladung zur Ausstellungsteilnahme im französischen Pavillon der Weltausstellung.
Bei Kriegsausbruch befanden sich die Wieghardts in Oslo. Da Nelli Bar Jüdin ist, flohen sie beim Einmarsch deutscher Truppen nach Schweden. Über die Sowjetunion, Japan und Panama emigrierten sie in die USA. Paul Wieghardt gewann dort dank der Starthilfen, die man den Flüchtlingen aus Europa gewährte, rasch Fuß. In einer zum Atelier umgewandelten Scheune in Massachusetts malte er wieder und bald ergaben sich Ausstellungen in Museen und Galerien in rascher Folge. Nach der Leitung der Malabteilung einer Sommerakademie erhielt er seinen ersten Lehrauftrag nach Philadelphia.

## Leistungen
1946 wurde er als Professor für figürliche Malerei an die Akademie des „Art Institutes of Chicago“ berufen. Zusätzliche Lehraufträge an das „Illinois Institute of Technology“ unter der Leitung von Ludwig Mies van der Rohe und an das Evanston Art Center bei Chicago folgten. Zahlreiche Ausstellungen in USA und internationalen Plätzen fanden statt. Museen und Sammler erwarben seine Bilder. Zu seinen Studenten zählten u. a. Claes Oldenburg, Robert Indiana, Leon Golub – Namen, die heute internationale Bedeutung haben.
Nach dem Tod des Künstlers, der 1969 in Wilmette bei Chicago verstarb, zeigte das Art Institute of Chicago eine umfassende Retrospektiv-Ausstellung. Auch in seiner Geburtsstadt war ein Teil dieser Bilder zu sehen. 1981 übereignete Nelli Bar-Wieghardt einen großen Teil des Nachlasses seiner Heimatstadt, der sich als Wieghardt-Stiftung jetzt im Museum der Stadt Lüdenscheid befindet.
In Lüdenscheid wurde auch sein Großneffe Johann Peter Wieghardt geboren (1966), der ebenfalls Bildender Künstler, Maler und Bildhauer, geworden ist.